# Tigrioides bicolor
Tigrioides bicolor là một loài bướm đêm thuộc phân họ Arctiinae, họ Erebidae.